# Cryptohymenium pycnidiophorum
Cryptohymenium pycnidiophorum är en svampart som beskrevs av Samuels & L.M. Kohn 1987. Cryptohymenium pycnidiophorum ingår i släktet Cryptohymenium och familjen Dermateaceae.   Inga underarter finns listade i Catalogue of Life.